# Jack Ma
Jack Ma vagy Ma Jün (Ma Yun) (kínai: 马云; pinjin: Mǎ Yún; Hangcsou, 1964. szeptember 10. –) kínai üzletember, befektető, politikus és filantróp. Az Alibaba Group multinacionális technológiai konglomerátum társalapítója és volt elnöke. A nyitott és piacvezérelt gazdaság nagy támogatója.
Mát elismert üzleti vezetőként a kínai üzleti világ nagykövetének tekintik, a világ legbefolyásosabb emberei közt tartják számon, a Forbes például a 21. helyen listázta. Életműve példaként szolgálhat induló vállalkozások számára is. 2017-ben a második helyezett lett a Fortune éves „A világ 50 legnagyobb vezetője” listáján. 2018 szeptemberében bejelentette, hogy visszavonul az Alibabától, hogy oktatási, környezetvédelmi és jótékonysági célokkal foglalkozhasson, helyébe Daniel Zhang lépett.
2022 februári adatok alapján Kína egyik leggazdagabb embere, nettó vagyona 35,2 milliárd dollár, a Forbes szerint 67. A Bloomberg Billionaires Index szerint a világ 36. leggazdagabb embere.

## Fiatalkora
1964. szeptember 10-én született Hangcsou (Hangzhou)ban (Csöcsiang (Zhejiang), Kína). Fiatalon elkezdett angolul tanulni. 70 mérföldet biciklizett, hogy a környék turistáinak idegenvezetést tudjon adni, közben kilenc évig gyakorolta nyelvtudását. Levelezett egy külföldivel, aki Jack-nek nevezte őt, mert nehezen tudta kimondni kínai nevét.
Később a főiskolára való bejutásért küzdött. A kínai felvételi vizsgákat évente csak egyszer tartják, és Ma-nak négy évébe tellett, hogy végre felvegyék. A Hangcsou (Hangzhou)i Tanárképző Főiskola (ma Hangcsou (Hangzhou)i Általános Egyetem) hallgatója volt, és 1988-ban diplomát szerzett angol alapképzésen. Az iskola ideje alatt Ma a hallgatói tanács vezetője volt. A diploma megszerzése után angol és nemzetközi kereskedelem előadója lett a Hangcsou Tience (Hangzhou Dianzi) Egyetemen. Tízszer jelentkezett a Harvard Business Schoolba (HBS), de minden alkalommal elutasították.

## Pályafutása
Ma 30 különböző állásra jelentkezett, de mindenhol elutasították. „Elmentem munkát keresni a rendőrségre, azt mondták: te nem vagy ehhez elég jó. Még a KFC-hez is elmentem, amikor a városomban üzletet nyitottak. Huszonnégy ember jelentkezett a munkára. Huszonhármat vettek fel. Én voltam az egyetlen [akit nem].”
Ma az internetről először 1994-ben hallott, megalapította első cégét is, a Hangcsou Hajbo (Hangzhou Haibo) Fordítóirodát. 1995 elején barátaival elment az Egyesült Államokba, ahol bemutatták neki az internetet. Megpróbált általános információkat keresni Kínáról az interneten és meglepődött, hogy semmit sem talál. Ezért ő és barátja létrehozott egy „ronda” weboldalt Kínáról. 9:40-kor elindította a weboldalt, délután 12:30-re már emailek érkeztek hozzá kínai befektetőktől, akik meg akarták ismerni. Ekkor döbbent rá, hogy az internetben nagyszerű lehetőségek rejlenek. 1995 áprilisában Ma és Ho Ji-ping (He Yibing) (számítástechnika tanár) nyitották meg a China Pages első irodáját, és ezzel Ma megalapította második vállalatát is. 1995. május 10-én regisztrálták a chinapages.com domaint az Egyesült Államokban. Három éven belül a vállalat 5 000 000 kínai jüan bevételt termelt, amely akkoriban 800 000 dollárnak felelt meg.
Ma amerikai barátai segítségével kínai vállalatok számára kezdett el weboldalakat építeni. Azt nyilatkozta, „Aznap, amikor bekötötték a netet, barátokat és sajtósokat hívtam meg az otthonomba,” ahol nagyon lassú betárcsázós kapcsolattal „három és fél órát vártunk és fél oldal töltődött be.” „Ittunk, tévét néztünk, kártyáztunk, közben vártunk. De olyan büszke voltam. Bebizonyítottam, hogy létezik az internet.” A 2010-es konferencián Ma kijelentette, hogy soha nem írt egy sor kódot sem, és egyetlen eladást sem bonyolított le ügyféllel. 33 éves korában szerezte meg első számítógépét.
1998 és 1999 között a Kínai Nemzetközi Elektronikus Kereskedelmi Központ, a Külkereskedelmi és Gazdasági Együttműködési Minisztérium részlege által létrehozott IT vállalatot vezette. 1999-ben kilépett, és csapatával visszatért Hangcsou (Hangzhou)ba, hogy 18 főből álló baráti társaságával a lakásában létrehozza az Alibabát, mely kínai vállalatok számára létesített kölcsönös piacteret.

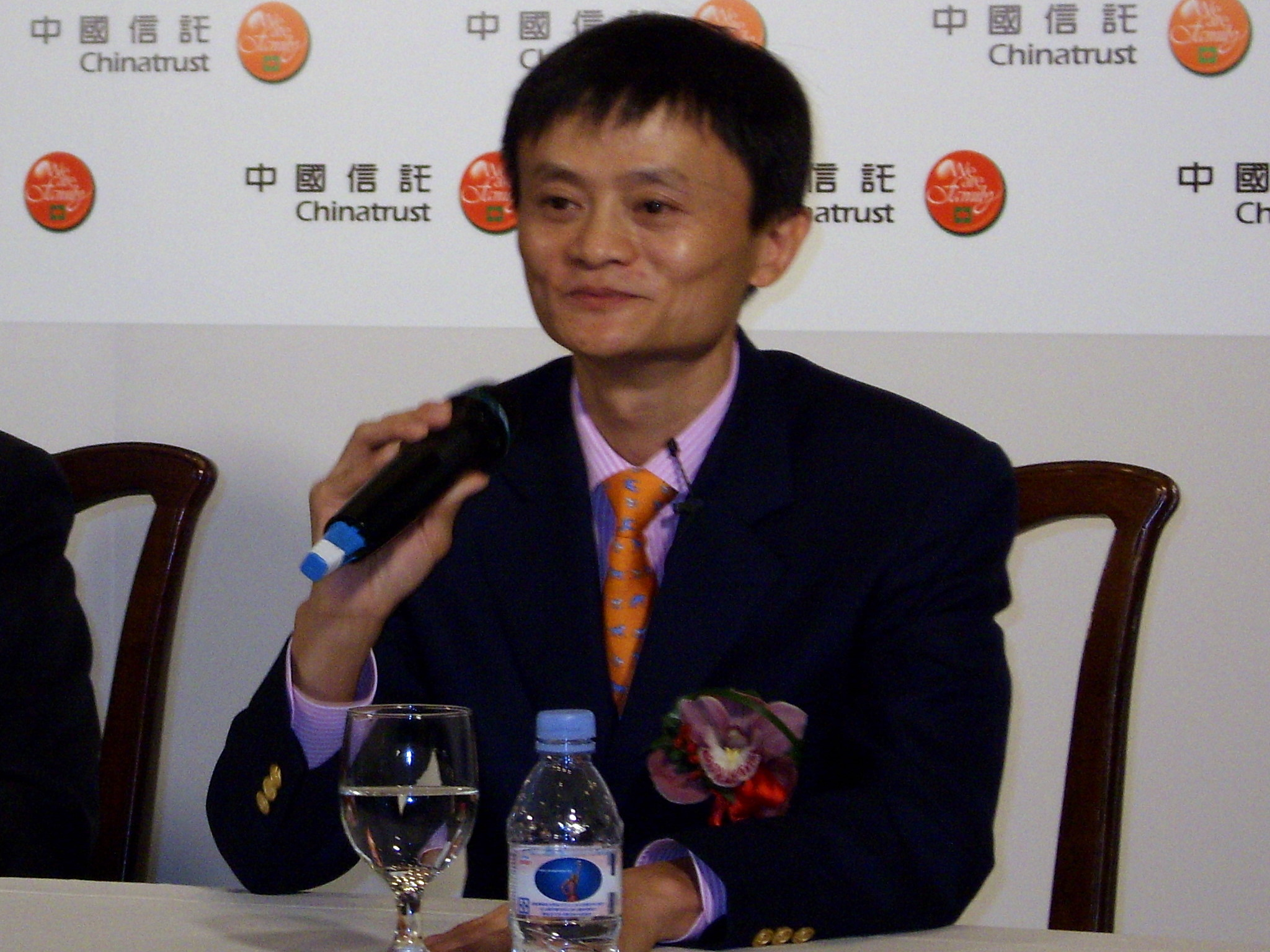
Jack Ma a 2007 China Trust Global vezetői fórumán

1999 októberében és 2000 januárjában az Alibaba kétszer is elnyert egy 25 millió dolláros külföldi kockázatitőke-befektetést. A programtól azt várták, hogy javítja majd a hazai e-kereskedelmi piacot, és tökéletesíti az e-kereskedelmi platformot a kínai vállalkozások számára, különös tekintettel a kis- és középvállalkozásokra (kkv-k), a Kereskedelmi Világszervezet (WTO) kihívásainak kezelésére. Ma fejleszteni akarta a globális e-kereskedelmi rendszert, és 2003-tól kezdve létrehozta a Taobao Marketplace-t, az Alipayt, az Ali Mamát és a Lynx társaságot. A Taobao gyors felemelkedése után az eBay felajánlotta a társaság megvásárlását. Ma azonban elutasította az ajánlatot, ehelyett a Yahoo társalapítója, Jerry Yang támogatását szerezte meg egy milliárd dolláros befektetéssel.
2014 szeptemberében több mint 25 milliárd dollár értékű volt az első részvény-kibocsátása a New York-i Értéktőzsdén, amivel rekordot döntött. Az Alibaba lett a világ egyik legértékesebb technológiai vállalata. Ma az Alibaba Group ügyvezető elnökeként működött közre, amely egy kilenc nagyobb leányvállalattal rendelkező holdingtársaság: Alibaba.com, Taobao Marketplace, Tmall, eTao, Alibaba Cloud Computing, Juhuasuan, 1688.com, AliExpress.com és Alipay. 2012 novemberében az Alibaba online tranzakcióinak mennyisége meghaladta az egybillió jüan értéket. 2016-ra Ma lett a tulajdonosa a Château de Sours-nak, a Chateau Guerry-nek Côtes de Bourg-ban és a Château Perenne-nek Blaye-ben (Côtes de Bordeaux).
2017. január 9-én Ma találkozott az Egyesült Államok megválasztott elnökével, Donald Trumppal a Trump Towerben, hogy tárgyaljanak mintegy egymillió munkahelyről, melyet az Alibaba biztosíthatna az országnak a következő öt évben. 2017. szeptember 8-án, az Alibaba alapításának 18. évfordulója alkalmából Ma egy Michael Jackson ihlette előadást adott. Az Alibaba 2009-es születésnapi rendezvényén a Can You Feel The Love Tonight című dal egy részét adta elő, miközben heavy metal énekesnek volt öltözve. Ugyanebben a hónapban Ma Léj Ká-szing (Li Ka-shing)gel is létrehozott egy közös vállalatot, mely digitálispénztárca-szolgáltatást kínál Hongkongban.
Ma 2018. szeptember 10-én bejelentette, hogy a következő évben lemond az Alibaba Group Holding ügyvezető elnökének pozíciójáról. Ma tagadta a kijelentéseket, miszerint a kínai kormány akarta őt félreállítani, és kijelentette, hogy inkább jótékonysággal szeretne foglalkozni, alapítványain keresztül. Helyét Daniel Zhang vette át a vállalatnál.

## Szórakoztatóipari karrier
2017-ben Ma egy rövid kungfu-filmmel, a Kung sou tao (Gong Shou Dao)-val debütált színészként. Ugyanebben az évben egy énekfesztiválon is részt vett, és táncolt az Alibaba 18. évfordulója alkalmából szervezett rendezvényen.

## Nézetei
Az Alibaba.com részvényeseinek 2010 májusában megtartott éves közgyűlésén Ma bejelentette, hogy az Alibaba Csoport 2010-ben megkezdi az éves bevétel 0,3%-ának a környezetvédelemre történő fordítását, különös tekintettel a víz- és levegőminőség-javító projektekre. Az Alibaba jövőjéről azt mondta: „kihívásunk az, hogy több embernek segítsünk egészséges módon, ’fenntartható’ pénzt keresni, olyan pénzt, amely nemcsak saját maguk számára, hanem a társadalom számára is jótékony. Ez az az átalakulás, amelyet meg akarunk valósítani.”
A People's Daily 2018 novemberében a Kínai Kommunista Párt tagjaként azonosította Mát, ami meglepte a megfigyelőket.
Jack Mát nemzetközi szinten kritizálták, miután nyilvánosan kiállt a 996 órás munkaidő rendszerének bevezetése mellett.

## Jótékonysági munkája
Jack Ma a Jack Ma Alapítvány létrehozója, amely az oktatás, a környezet és a közegészségügy fejlesztésére összpontosító jótékonysági szervezet.
2008-ban az Alibaba 808 000 dollárt adományozott a szecsuani földrengés áldozatainak. Jack Ma 2009-ben a The Nature Conservancy szervezet Kína-programjénak megbízottja lett, 2010-ben pedig csatlakozott a szervezet globális igazgatótanácsához.
2015-ben az Alibaba nonprofit szervezetet hozott létre, az Alibaba Hong Kong Young Entrepreneurs Foundationt, amely támogatja a hongkongi vállalkozókat vállalkozásaik bővítésében. Ugyanebben az évben a cég ezer, a nepáli földrengés által sújtott ház újjáépítését támogatta, és további 9000-re gyűjtött pénzt.
Jack Ma alapítványa 2019-ben elindította a Netpreneur kezdeményezést, amely tíz afrikai vállalkozónak évente egy-egymillió dolláros nyereményt ítél oda és 14,6 millió dolláros alapot hozott létre a tibeti oktatás fejlesztésére.
2019-ben a Forbes felvette Jack Mát Ázsia jótékonysági hősei elnevezésű listájára és a Malcolm S. Forbes életműdíjjal jutalmazta a Kínában, Afrikában, Ausztráliában és a Közel-Keleten végzett, hátrányos helyzetű közösségek támogatását célzó munkájáért.
2020-ban 100 millió jüant ajánlott fel a koronavírus ellenszérumának feltalálására, a fertőzés megelőzésére és kezelésére.

## Eltűnése
2021 januárjában nemzetközi lapok közölték, hogy Ma több mint két hónapja nem jelent meg a nyilvánosság előtt, egy olyan tehetségkutatóra sem ment el, amelynek ő volt a zsűrielnöke. A spekulációk szerint Ma eltűnésének köze lehet ahhoz, hogy nem sokkal korábban kritizálta a kínai kormányt, és vizsgálat indult a cégei ellen. Mások szerint viszont csak csendben akart maradni. 2021. január 20-án az egyik kínai híroldal frissnek mondott videót közölt az üzletemberről, amelyen vidéki tanároknak tart beszédet.

## Fordítás
- Ez a szócikk részben vagy egészben  a   Jack Ma című angol Wikipédia-szócikk ezen változatának fordításán alapul.  Az eredeti cikk szerkesztőit annak laptörténete sorolja fel. Ez a jelzés csupán a megfogalmazás eredetét és a szerzői jogokat jelzi, nem szolgál a cikkben szereplő információk forrásmegjelöléseként.